# Obština Belovo
Obština Belovo (bulharsky Община Белово) je bulharská jednotka územní samosprávy v Pazardžické oblasti. Leží ve středním Bulharsku na rozhraní Západních Rodopů, Rily, Sredné gory a Hornothrácké nížiny. Správním střediskem je město Belovo, kromě něj obština zahrnuje 7 vesnic. Žije zde téměř 8 tisíc stálých obyvatel.

## Sídla
Všechna sídla v obštině jsou samosprávná.
| - Akandžievo - Belovo (sídlo správy) - Dăbravite | - Gabrovica - Goljamo Belovo - Menenkjovo | - Momina Klisura - Sestrimo |

## Sousední obštiny
| Růžice kompasu | Kostenec       |           | Septemvri | Růžice kompasu |
| Růžice kompasu | Sever          |           |           | Růžice kompasu |
| Růžice kompasu | Obština Belovo |           |           | Růžice kompasu |
| Růžice kompasu | Jih            |           |           | Růžice kompasu |
| Růžice kompasu | Jakoruda       | Velingrad |           | Růžice kompasu |

## Obyvatelstvo
V obštině žije 7 976 stálých obyvatel a včetně přechodně hlášených obyvatel 9 348. Podle sčítáni 1. února 2011 bylo národnostní složení následující:
- Bulhaři: 8 273 (95.1 %)
- Romové: 375 (4.3 %)
- Turci: 5 (0.1 %)
- ostatní: 45 (0.5 %)